# تيريز ديكويرو (فلم 2012)

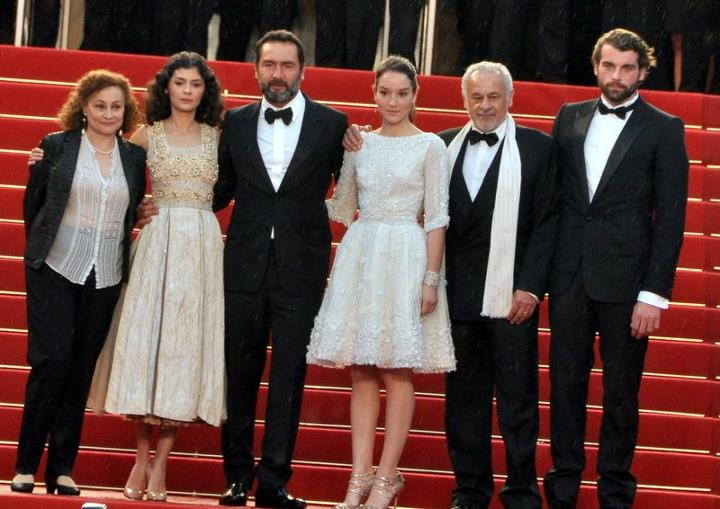
الممثلون الرئيسيون للفلم في مهرجان كان عام 2012

ان (تيريز ديكويرو) هو فلم فرنسي من إخراج كلود ميلر، ومن تمثيل أودري تاتو، وجيل ليلوش. وهو فلم مقتبس من رواية فرانسوا مورياك التي تحمل نفس العنوان والتي صدرت عام 1927م. عرض الفلم في صالات السينما بدءاً من تشرين الثاني (نوفمبر) عام 2012م، وكان بذلك آخر فلم من إخراج كولد ميلر الذي توفي قبل ظهور الفلم في صالات السينما، في نيسان (أبريل) عام 2012م.

## خلاصة
تجري احداث الفلم في الجنوب الغربي من فرنسا في نهايات عقد العشرينات من القرن العشرين. حيث تتزوج تيريز زواجاً تقليدياً مع بيرنار ديكويرو، وكلاهما ينتميان لعائلة مترفة تمتلك الكثير من الأراضي، حيث تمتد هكتارات من أشجار الصنوبر المملوكة لكلتا العائلتين الجارتين. 

يحب بيرنار أرضه ويعشق الصيد، ويحاول المحافظة على القيم والتقاليد العائلية. بعد الزواج تبدأ تيريز بالإحساس بالضجر والتضايق من جراء روتينية الحياة ورتابتها. وتبدأ بالتضايق من وجود زوجها وتفقد الاهتمام به وتصير كأنها تبحث عن الحياة في مكان آخر. 
يمرض بيرنار، ويصف له الطبيب دواء الأرسينيك (الزرنيخ)، ولكن تيريز تبدأ بزيادة الجرعات التي تعطيها لزوجها متعمدة تسميمه. يكتشف امرها الطبيب المعالج ويقرر مقاضاتها في المحكمة لكن زوجها، منعاً للفضيحة، يغلق القضية وتنتهي القضية امام المحكمة بأنها خطأ عارض غير مقصود. بعد ذلك يجري حبس تيريز في البيت ومعاقبتها نفسياً من قبل العائلة، لكنها في النهاية وبعد مرور سنين تحصل على موافقة زوجها بأن تذهب إلى باريس لتعيش هناك وحدها. فهل ذهبت تبحث عن آزيفيدو؟

## الميزانية والإيرادات
بلغت تكلفة إنتاج الفيلم حوالي 11.4 مليون دولار بينما حقق إيرادات تقدر بـ 3.7 مليون دولار.

## وصلات خارجية
- مقالات تستعمل روابط فنية بلا صلة مع ويكي بيانات